# Famille du Chastel de la Howarderie
Pour les articles homonymes, voir Chastel.
La famille du Chastel de la Howarderie est une famille contemporaine de la noblesse belge qui prouve sa filiation depuis le XIVe siècle. Elle fait ainsi partie des familles belges subsistantes les plus anciennes.
La branche restante néerlandaise après 1830/1839 s'est éteinte en 1905.
Cette famille compte parmi ses membres plusieurs bourgmestres mais aussi des officiers généraux, des diplomates, un prélat et un député.

## Histoire
La Famille du Chastel de la Howarderie est une famille de noblesse féodale dont la filiation suivie remonte au début du XVe siècle.
Sa filiation remonte à Ireus du Chastel, écuyer, cité à Tournai le 27 avril 1336. Il épousa Péronne de Lalaing, fille héritière du seigneur de la Howarderie. Ils eurent un fils, Jacques, qualifié de chevalier, seigneur de la Howarderie et franc échevin des alleux du Tournaisis. Jusqu’à la fin de l'Ancien Régime, les membres de cette famille restent seigneur de la Howardries, et jusqu'au XIXe siècle plusieurs membres de cette famille sont bourgmestres de cette commune.
La famille du Chastel reçoit le titre de vicomte de Haubourdin en 1605 par Isabelle-Claire-Eugénie d'Autriche souveraine des Pays-Bas. Selon plusieurs auteurs, dont Armand du Chastel lui-même, elle aurait reçu le titre de comte du Saint-Empire par diplôme (non enregistré) de 1696, ou 1702 de l'empereur Léopold Ier,; ce titre est contesté par Jean-François Houtart,.
La famille du Chastel fut reconnue noble avec le titre de comte pour tous aux Pays-Bas et en Belgique en 1827, 1857, 1864, 1867 et en 1874.

## Personnalités

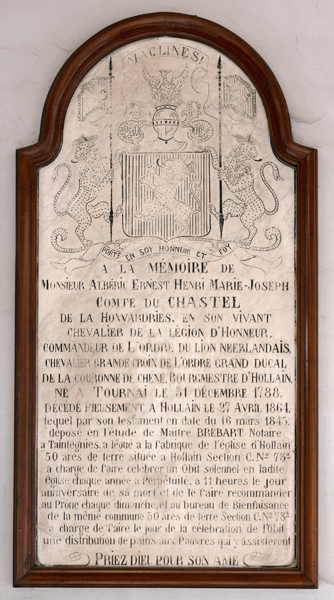
Mémoire d'Alberic du Chastel (Hollain)

- Ferdinand du Chastel de la Howarderie (1760-1844), bourgmestre de Howardries
- Robert Charles Henri du Chastel de La Howarderie (1761-1825), militaire, bourgmestre de Hollain, membre de la Seconde Chambre des États généraux
- Alberic du Chastel (1788-1864), colonel, aide de camp du prince d'Orange, bourgmestre de Bruyelle et de Hollain, membre de la Seconde Chambre des États généraux
- Charles du Chastel de la Howarderie (1807-1876), bourgmestre de Ronsele
- Armand du Chastel de la Howarderie (1808-1878), bourgmestre de Howardries
- Louis du Chastel de la Howarderie (1808-1880), ambassadeur des Pays-Bas
- Henri du Chastel de la Howarderie (1828-1895), bourgmestre de Wez-Welvain
- Robert du Chastel de la Howarderie (1832-1898), bourgmestre de Howardries et de Hollain, chambellan du roi des Pays-Bas
- Maurice du Chastel de la Howarderie (1834-1903), bourgmestre de Lesdain et de Howardries
- Comte Paul-Armand du Chastel de la Howarderie (1847-1936), auteur et généalogiste
- Adolphe du Chastel de la Howarderie (1851-1918), ambassadeur
- Raymond du Chastel d'Handelot de la Howarderie (1852-1941), lieutenant-général et aide de camp du roi des Belges[13].
- Geneviève du Chastel de la Howarderie (1872-1908), dame du Palais de la reine des Belges
- Ferdinand du Chastel de la Howarderie (1892-1981), ambassadeur
- Henry du Chastel de la Howarderie (1894-1982), général-major
- Henri du Chastel de la Howarderie (1924), bourgmestre de Wez-Welvain
- Simon du Chastel de la Howarderie (1926-2014), artiste sculpteur